# Jebenau
Jebenau (en marshallais Jibnao) est un îlot de l'atoll de Wotho, dans les Îles Marshall. Il est situé au sud-est de l'atoll et est inhabité.